# Diersbach
Diersbach település Ausztriában, Felső-Ausztria tartományban, a Schärdingi járásban, területe 28 km².

## Fekvése
Tengerszint feletti magassága 335 méter. Diersbach Münzkirchen, Kopfing im Innkreis, Enzenkirchen, Sigharting, Andorf, Taufkirchen an der Pram és Rainbach im Innkreis településekkel határos.

## Népesség
Lakosainak száma 1583 fő (2018. január 1.).